# Musikhjälpen
Musikhjälpen, även förkortat MH är ett svenskt radio- och TV-program med syfte att engagera lyssnare och tittare till att samla in pengar till välgörande ändamål, samt uppmärksamma olika världsproblem. Programmet har sänts årligen veckan före jul sedan år 2008 med ett nytt aktuellt tema varje år. Det är ett samarbete mellan Sveriges Television, Sveriges Radio och Radiohjälpen. Musikhjälpen sänds dygnet runt i P3 och SVT Play, samt växlande i SVT1, SVT2, och SVT24.
Programmets upplägg är baserat på det nederländska formatet Serious Request och går ut på att tre programledare stängs in i en glasstudio, i programmet kallad "glasburen", i 144 timmar (sex dygn). Under tiden programledarna är i studion direktsänder de i radio och TV samtidigt som lyssnarna och tittarna kan önska låtar mot att de skänker pengar eller på en rad andra sätt engagerar sig i insamlingen. I de flesta säsongerna har glasburen stått på ett torg eller en allmän plats någonstans i Sverige, platsen brukar vanligtvis bytas till kommande år. De första sex åren växlade Glasburen med att stå i Göteborg eller Malmö, åren därefter har den bytt till en ny stad varje år. Några personer har återkommit flera år som programledare bland andra Jason Diakité, Kodjo Akolor och Farah Abadi. 
Under de första 15 åren av Musikhjälpen fick programledarna inte äta någon fast föda under veckan i buren utan åt bara smoothies och soppor. Idén kom från programmets förlaga och gick ut på att programledarna på så vis skulle visa sympati med människor som lider. Upplägget kom dock att ändras över tid och år 2023 fick programledarna äta vanlig mat under veckan. Projektledaren Simon Rosenqvist kommenterade förändringen ”Vi tror att det finns bättre sätt att sprida kunskap om orättvisor i världen […]”.
Förutom den svenska och nederländska versionen har även Belgien, Kenya, Lettland, Portugal, Schweiz, Sydkorea och Österrike producerat egna versioner av Serious Request.

## Format
Musikhjälpen skapades av insamlingschefen Anders Taberman m.fl. och har sedan sin programstart år 2008 utvecklats från den nederländska förlagan Serious Request till ett eget format med egna koncept, terminologi, och fenomen. Programmet har blivit en tradition i Sverige och har beskrivits som "[...] en lika självklar del av svensk jul som lucia, lussekatter och Kalle Ankas julafton." Det sänds dygnet runt i P3 och SVT Play, samt växlande i SVT1, SVT2, och SVT24.

### Glasburen
Glasburen är den studio som de tre programledarna i Musikhjälpen befinner sig i under programmets gång. Programledarna "låses in" när evenemanget påbörjas, och glasburen är även utrustad med separata sovrum för programledarna. 2024 års glasbur har även ett tak som är utrustat för att användas som en scen för vissa liveframträdanden. Glasburen har stora fönster utåt riktat mot torget och är skyddat av kravallstaket.

### Kärlekens torg
Musikhjälpens studio, glasburen, placeras vanligtvis vid den givna stadens centrala torg, detta torg kallas för Kärlekens torg under programmets gång. Efter att Musikhjälpen 2023 vistades i Stortorget i Växjö skickades ett medborgarförslag in om att döpa om Stortorget till "Kärlekens torg" permanent. Ett kommunalt bolag i Växjö arrangerade så att Stortorget i Växjö tillfälligt döps om till "Kärlekens torg" under de dagarna som Musikhjälpen 2024 sker, med liknande aktivitet och evenemang, trots att programmet är i Sundsvall det året.

### Framstående profiler
Under åren har vissa personer och programledare deltagit i Musikhjälpen under flera säsonger och kommit att associeras med programmet. Radioprataren Kodjo Akolor var programledare för Musikhjälpen sex år i rad mellan åren 2011 och 2016, och har därefter återkommit som gäst. Under Musikhjälpen 2022 samlade "Kodjos Rekordbössa" ihop 3 miljoner kronor, vilket var rekord för det året. Artisten Jason Diakité, även känd som Timbuktu, har varit involverad sedan Musikhjälpens start 2008; han var resande reporter 2008 och programledare för Musikhjälpen i fyra år, mellan 2009 och 2012. Farah Abadi var programledare för Musikhjälpen fyra år i rad mellan 2017 till 2020. Innan dess var hon "folkets ambassadör" 2015 och 2016.

### Swish flashmob
Vid olika tillfällen i programmet uppmanas tittare att snabbt skicka in donationer tillsammans för att se hur mycket som kan uppnås under en begränsad period, en så kallad "Swish flashmob" eller "flashmob". Musikhjälpens första flashmob år 2024 resulterade i att Swish överbelastades och fick ett tillfälligt avbrott, 812 762 kronor samlades då in. Begreppet kommer från engelskans flash mob, som innebär att en stor mängd människor samlas för ett snabbt, kollektivt syfte.

### Miljonlarmet
Miljonlarmet är namnet på ett oranget rotationsljus som är monterat i Musikhjälpens studio, det ljuder ett larm och lyser varje gång en bössa når ett miljonbelopp. Bössor kan utlösa larmet flera gånger.

### Röda rutan
"Röda rutan" är en interaktiv funktion tillgänglig via Musikhjälpens TV-format, i rutan kan tittare skicka in kommentarer via SVTs app "Duo"; utvalda kommentarer visas sedan eller kommenteras av personalen som styr rutan. Rutan kommenterar även ibland saker som händer i studion, det som diskuteras av programledarna, eller det som livestreamas från tittare själva.

### Luffar-Lasse
Katten "Luffar-Lasse" blev uppmärksammad år 2023 i och med att en bössa dedikerad till katten blev den populäraste det året; nästan två miljoner kronor donerades till bössan. Luffar-Lasse har varit en turistattraktion i Trollhättan innan han blev uppmärksammad i Musikhjälpen, eftersom han besöker ett köpcentrum i staden varje dag. Bössan startades inte av kattens ägare, utan av hans följare. En liknande bössa startades för Musikhjälpen 2024 där över 1 miljon kronor samlades in.

## Säsonger
Musikhjälpen har sänts årligen sedan 2008 med SVT, Sveriges Radio och Radiohjälpen som huvudorganisatörer. Platser och programledare har varierat och brukar presenteras av Sveriges Radio och SVT under hösten. 
| År   | Sändningsdatum | Plats                           | Tema                                               | Programledare                                       | Resande reportrar                                | Insamlade pengar |
| ---- | -------------- | ------------------------------- | -------------------------------------------------- | --------------------------------------------------- | ------------------------------------------------ | ---------------- |
| 2008 | 13–19 december | Gustav Adolfs torg, Malmö       | "67 miljoner flyktingar behöver din hjälp"         | Ehsan Noroozi, Henrik Torehammar, Kitty Jutbring    | Jason Diakité                                    | 3 016 247 kr     |
| 2009 | 14–20 december | Utanför Stora Teatern, Göteborg | "Din musik stoppar malaria"                        | Ametist Azordegan, Christer Lundberg, Jason Diakité | Ehsan Noroozi, Kitty Jutbring                    | 5 748 442 kr     |
| 2010 | 13–19 december | Gustaf Adolfs torg, Malmö       | "Barn är inte till salu"                           | Jason Diakité, Martina Thun, Nour El Refai          | Ametist Azordegan, Christer Lundberg             | 12 236 417 kr    |
| 2011 | 12–18 december | Gustaf Adolfs torg, Göteborg    | "Alla flickor har rätt att gå i skolan"            | Gina Dirawi, Jason Diakité, Kodjo Akolor            | Daniel Adams-Ray, Klara Zimmergren               | 18 104 362 kr    |
| 2012 | 10–16 december | Stortorget, Malmö               | "Barnen i slummen har rätt till rent vatten"       | Gina Dirawi, Jason Diakité, Kodjo Akolor            | Ingen resande reporter                           | 23 301 823 kr    |
| 2013 | 9–15 december  | Gustaf Adolfs torg, Göteborg    | "Alla tjejer har rätt att överleva sin graviditet" | Emma Knyckare, Kodjo Akolor, Sarah Dawn Finer       | Bianca Kronlöf, Robin Olin                       | 28 426 046 kr    |
| 2014 | 8–14 december  | Stora torget, Uppsala           | "Hjälp oss att stoppa spridningen av HIV"          | Kodjo Akolor, Linnea Henriksson, Petter Askergren   | William Spetz                                    | 30 489 975 kr    |
| 2015 | 13–19 december | Stora torget, Linköping         | "Ingen ska behöva fly undan klimatet"              | Gina Dirawi, Kodjo Akolor, Linnea Henriksson        | Clara Henry                                      | 31 105 000 kr    |
| 2016 | 12–18 december | Stortorget, Örebro              | "Barn i krig har rätt att gå i skolan"             | Kodjo Akolor, Little Jinder, Howlin' Pelle          | Molly Nutley                                     | 49 003 745 kr    |
| 2017 | 11–17 december | Rådhustorget, Umeå              | "Barn är inte till salu"                           | Farah Abadi, Kalle Zackari Wahlström, Molly Sandén  | Linnea Henriksson                                | 74 410 363 kr    |
| 2018 | 10–16 december | Stortorget, Lund                | "Alla har rätt att funka olika"                    | Daniel Adams-Ray, Farah Abadi, William Spetz        | Hanna Persson                                    | 50 550 204 kr    |
| 2019 | 9–15 december  | Stora torget, Västerås          | ”Sex är inte ett vapen”                            | Farah Abadi, Miriam Bryant, Daniel Hallberg         | Janice Kavander                                  | 50 572 139 kr    |
| 2020 | 14–20 december | Annexet, Stockholm              | "Ingen människa ska lämnas utan vård"              | Brita Zackari, Farah Abadi, Felix Sandman           | Linnea Henriksson, Hanna Persson (temareportrar) | 48 071 000 kr    |
| 2021 | 13–19 december | Gamla torget, Norrköping        | "För en värld utan barnarbete"                     | Brita Zackari, Anis Don Demina, Oscar Zia           | Tina Mehrafzoon                                  | 54 306 748 kr    |
| 2021 | 13–19 december | Gamla torget, Norrköping        | "För en värld utan barnarbete"                     | Kodjo Akolor, Linnea Henriksson                     | Tina Mehrafzoon                                  | 54 306 748 kr    |
| 2022 | 12–18 december | Kungstorget, Göteborg           | "För en tryggare barndom på flykt från krig"       | Klas Eriksson, Tina Mehrafzoon, Oscar Zia           | Parisa Amiri                                     | 54 517 949 kr    |
| 2023 | 11–17 december | Stortorget, Växjö               | "Ingen ska behöva dö av hunger"                    | Sofia Dalén, Linnéa Wikblad, Oscar Zia              | Tina Mehrafzoon                                  | 59 510 761 kr    |
| 2024 | 9–15 december  | Stora torget, Sundsvall         | ”Alla har rätt att överleva sin graviditet”        | Linnéa Wikblad, Assia Dahir, Emil Hansius           | Amie Bramme Sey                                  | 60 070 658 kr    |

## Upplägg år för år

### Musikhjälpen 2008 – "67 miljoner flyktingar behöver din hjälp"

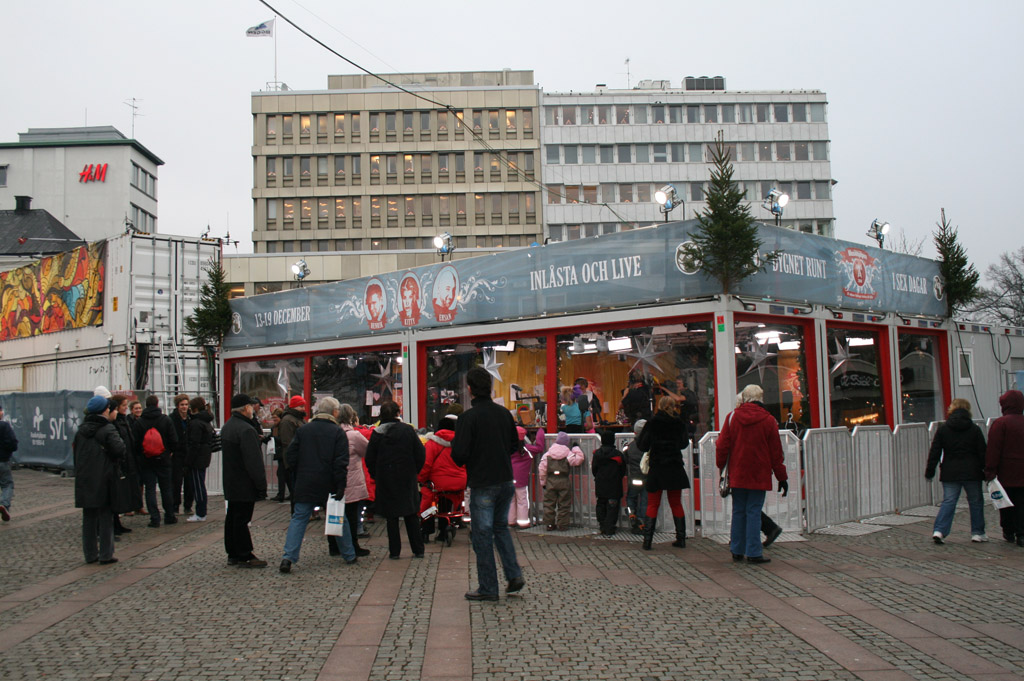
Musikhjälpen-huset i Malmö 2008.

2008 var det första året som Sverige deltog i Serious Request, vilket fick namnet Musikhjälpen i Sverige. Glashuset stod placerat på Gustav Adolfs torg i Malmö under perioden 13–19 december. Under denna tid sändes programmet dygnet runt i Sveriges Radio P3, Din Gata 100,6 och i SVT Play samt även under sändningsuppehåll i SVT2. Programledare för evenemanget var Kitty Jutbring, Henrik Torehammar och Ehsan Noroozi. Utanför buren direktsändes varje kväll ett specialprogram som var en halvtimme långt kallat Musikhjälpen: Extra, lett av Fredrik Ekelund och Charlotte Lundgren, där man redovisade vad som hade skett under varje dag i buren. P3-profilen Jason Diakité var resande reporter och åkte en månad före evenemanget till Kongo-Kinshasa för att träffa flyktingar och ta del av hjälporganisationers arbete på plats.
De insamlade pengarna användes för att hjälpa flyktingar världen över. Förutom Sverige deltog även Nederländerna (ursprungsland), Belgien och Kenya. I Sverige blev den totala insamlade summan 3 016 247 kronor.

### Musikhjälpen 2009 – "Din musik stopparmalaria"

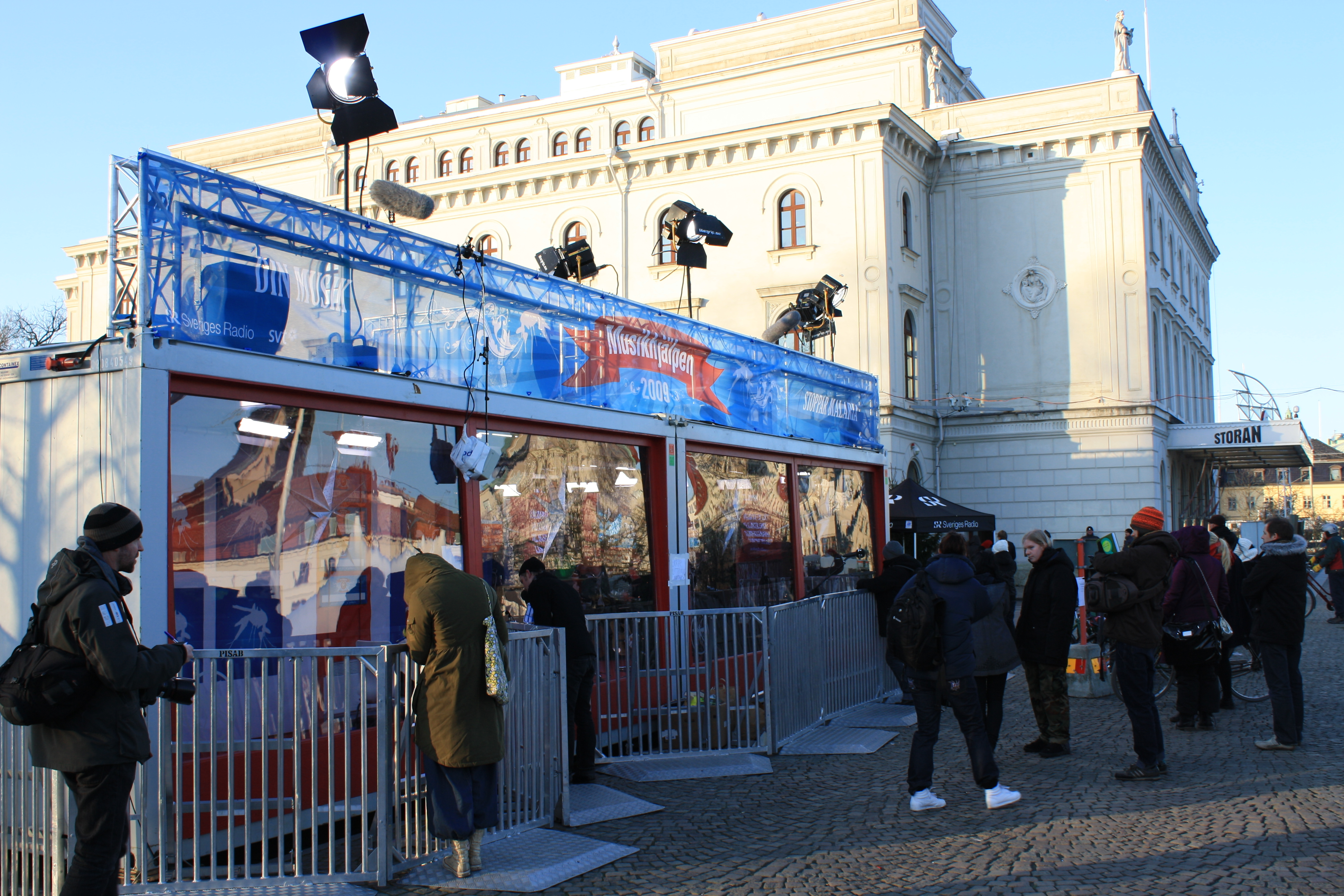
Musikhjälpen-huset i Göteborg 2009.

2009 stod det svenska glashuset på avenyn i Göteborg mellan den 14 och 20 december. Temat var detta år malaria och programmet sändes, precis som 2008, dygnet runt i Sveriges Radio P3 samt på SVT Play. Dessutom sändes programmet måndag till lördag mellan midnatt till cirka 16:30 i SVT2. Programledare var Ametist Azordegan, Christer Lundberg och Jason Diakité som blev inlåsta i glasburen av Alice Cooper. Resande reporter var 2008 års programledare Ehsan Noroozi och Kitty Jutbring. SVT2 sände också, precis som 2008, ett specialprogram kallat Musikhjälpen Extra. Detta var ett magasinprogram på 30 minuter och innehöll utklippta höjdpunkter från det senaste dygnets livesändningar. Programledare för Musikhjälpen Extra var Mela Tesfazion.
De insamlade pengarna användes till att försöka bota fler människor som har fått malaria. Totalt samlades det in 5 748 442 kronor (Sverige), vilket är drygt 2,3 miljoner kronor mer än vad som samlades in 2008.
7 januari 2010 framkom det att projektet utsatts för bedrägeri under 21 minuter natten den 20 december. Det nummer som rullade i TV-rutan och som visade hur man önskade låtar och skänkte pengar hade bytts ut mot ett nummer som av andra anledningar senare stängts ner av Etiska rådet för Betalteletjänster. Inblandade teleoperatörer beslutade senare att stoppa alla inbetalningar till det felaktiga numret.

### Musikhjälpen 2010 – "Barn är inte till salu"
2010 stod glashuset för andra gången i Malmö. Jason Diakité var återigen programledare, den här gången tillsammans med Martina Thun och Nour El Refai. De två tidigare programledarna blev istället resande reportrar. Temat var kampen mot trafficking, det vill säga handel med barn/människor. Programmet sändes dygnet runt i Sveriges Radio P3 och på SVT Play mellan den 13 och 19 december. Programmet sändes även under vissa tider av dygnen i SVT2. Det här året sändes det inte något extramagasin som summerade dagarnas händelser i huset. Den 18 december hade man slagit förra årets insamlingsrekord på 5,7 miljoner kronor. Petters insamling "VD-kampen" bröt 10-miljonersgränsen där han via sociala medier, samtal med mera fick ihop 540 111 kr. När programmet var över den 19 december hade man samlat in 12 236 417 kronor. 
Förutom låtönskningar direkt vid glashuset och via hemsidan skickades ungefär 132 000 SMS med låtönskningar in. Varje SMS inbringade 50, 100 eller 200 kr. Programledarna fortsatte trenden med "flashmob" där de uppmanade lyssnarna att skicka in SMS med låtönskningar samtidigt. Den mest önskade artisten var Kent, och den mest önskade låten var "Fairytale of New York" med The Pogues. 
De insamlade pengarna användes till kampen mot handel med barn, vilket bland annat innebär sexhandel, trafficking, slaveri med mera. Pengarna gick till Radiohjälpen, som ser till att de når fram till avsett ändamål. Även Nederländerna, Belgien, Kenya och Schweiz sände Serious Request det här året.

### Musikhjälpen 2011 – "Alla flickor har rätt att gå i skolan"

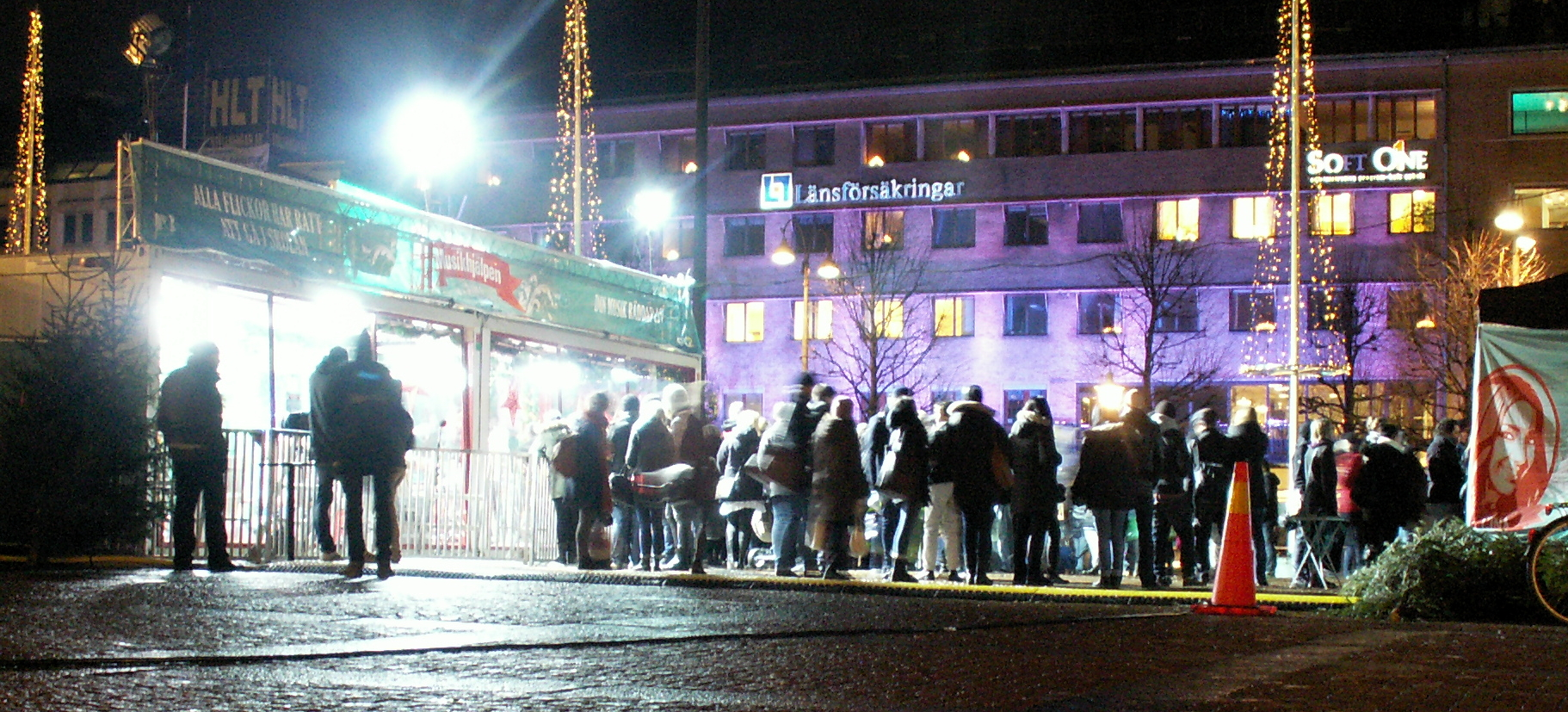
Musikhjälpen på Gustaf Adolfs torg i Göteborg 2011.

2011 stod glashuset åter i Göteborg, denna gång på Gustaf Adolfs torg istället för på Avenyn. Tredje året i rad var Jason Diakité programledare, och han fick hjälp av bloggaren/komikern Gina Dirawi (Ana Gina) och komikern/radioprogramledaren Kodjo Akolor. Temat var att "Alla världens flickor ska ha rätt att gå i skola". Resande reportrar var Klara Zimmergren och Daniel Adams-Ray, som besökte Etiopien. Programmet sändes dygnet runt i Sveriges Radio P3 och på SVT Play mellan den 12 och 18 december. Programmet sändes även under vissa tider av dygnen i SVT2.
Den mest önskade artisten var Timbuktu och mest önskade låt var Timbuktus version av "Flickan och kråkan". Omkring 95 000 sms med låtönskningar inkom under veckan.
264 auktioner gav 2,1 miljoner kronor, och bland annat såldes Michael Jacksons platinaskiva Thriller för 126 100 kronor. Summan av de kontanter som lämnades direkt till buren var 2,3 miljoner. Nytt detta år var att publiken kunde starta egna insamlingar, vilket resulterade i att 1 000 privata insamlingar gav drygt 400 000 kronor. Musikhjälpsbutiken utanför buren drog in 206 000 kronor och Tareq Taylors mattält 405 000 kronor. Artisten Petter genomförde för andra året i rad en insamling bland svenska VD:ar och fick därigenom in 1 031 028 kronor. Sammanlagt samlades det i Musikhjälpen 2011 in 18 104 362 kronor.

### Musikhjälpen 2012 – "Barnen i slummen har rätt till rent vatten"
För femte året i rad arrangerades Musikhjälpen, denna gång i Malmö under perioden 10–16 december 2012. Detta blev också tredje gången som Malmö fick vara värdstad för evenemanget. Temat för sändningarna var att "Barnen i slummen har rätt till rent vatten". För andra året i rad var Jason Diakité, Kodjo Akolor och Gina Dirawi programledare. Därmed blev det Diakités fjärde år som programledare för evenemanget. Linnea Wikblad agerade som "publikens ambassadör" och övervakade de externa initiativ som startades till förmån för Musikhjälpen.
Den mest önskade artisten var även detta år programledaren Timbuktu och den mest önskade låten var Darins version av "Astrologen". Totalt önskades 135 000 låtar.
Under hela evenemangsveckan samlades 23 301 823 kronor in, vilket var en ökning med drygt 5,2 miljoner kronor från föregående år. Klockan 16:00 den sista dagen hade man passerat föregående års rekordsumma.  1 072 auktioner hölls för Musikhjälpens räkning, och den som drog in allra mest pengar var Filip och Fredrik som auktionerade ut sig själva som receptionister vilket gav 221 100 kronor.

### Musikhjälpen 2013 – "Alla tjejer har rätt att överleva sin graviditet"

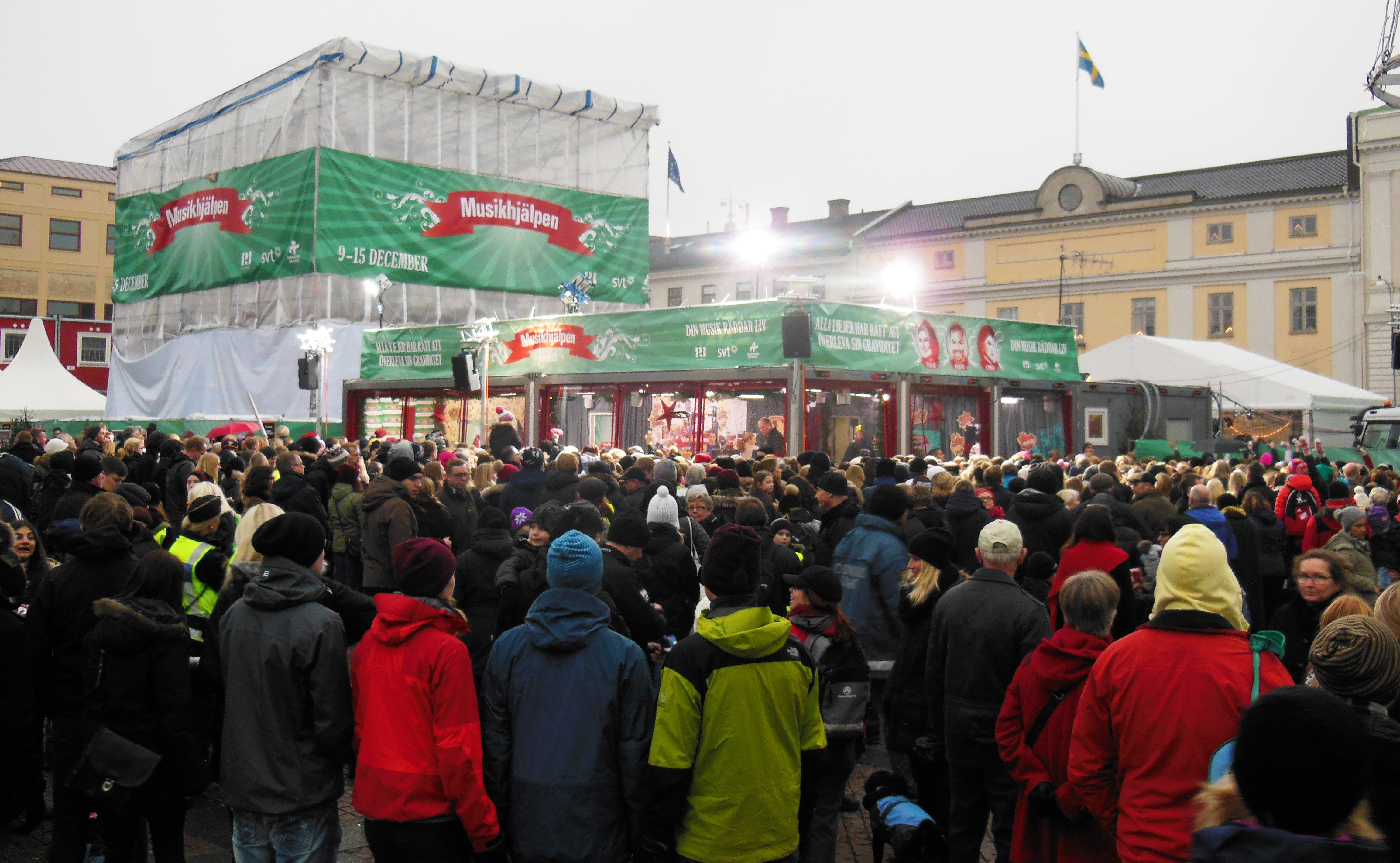
Glasburen på Gustaf Adolfs torg i Göteborg 2013.

För sjätte året i rad arrangerades Musikhjälpen, denna gång i Göteborg under perioden 9–15 december 2013. Det blev således tredje gången som Göteborg var värdstad för evenemanget. Programmet sändes från Gustaf Adolfs torg och årets tema var mödravård, och sloganen var "Alla tjejer har rätt att överleva sin graviditet". Programledarna var detta år Kodjo Akolor, Sarah Dawn Finer och Emma Knyckare. Akolor gjorde sitt tredje år som programledare, medan de andra var debutanter. 
För första gången sedan 2009 sändes ett så kallat "Musikhjälpen: Extra" varje kväll. Programmet sammanfattade det som hänt under dagen vad gäller aktiviteter, sångnummer och pratstunder och leddes av Sofia Rågenklint. Årets resande reportrar var skådespelaren Bianca Kronlöf och SR:s ungdomskorrespondent Robin Olin, vilka reste till Bangladesh. För första gången i Musikhjälpen gjorde de två resande reportrarna även dagliga liveinslag. Detta år var Rijal Mbamba "publikens ambassadör".
Totalt samlades 28 426 046 kronor in under evenemangsveckan vilket var nytt rekord för programmet. Mest önskade låten blev detta året "Kärleksvisan" med programledaren Sarah Dawn Finer och mest önskade artisten var Håkan Hellström. De auktioner som drog in allra mest pengar var ett solcellssystem som såldes för 66 100 kronor samt en auktion som gick ut på att artisten Veronica Maggio kom och lussade vilken såldes för 50 100 kronor.

### Musikhjälpen 2014 – "Hjälp oss stoppa spridningen av HIV"
För första gången i Musikhjälpen var det 2014 Uppsala som fick stå värd för programmet. Glasburen stod på Stora torget mellan den 8 och 14 december. Temat för 2014 var "Hjälp oss att stoppa spridningen av HIV". Programmet leddes av artisterna Linnea Henriksson och Petter Askergren samt Musikhjälpenveteranen Kodjo Akolor. Bloggprofilen William Spetz var resande reporter och besökte Moçambique. Detta år skedde inte något dagligt sammandrag (i programmet Musikhjälpen: Extra) av vad som har hände i buren. Arantxa Alvarez var "publikens ambassadör".
Under veckan registrerades 235 000 engagemang och totalt samlades 30 489 975 kronor in vilket återigen var rekord för programmet. 91 000 låtönskningar inkom och den mest önskade låten detta år var "Take Me to Church" av Hozier och mest önskade artisten var återigen Håkan Hellström. Av totalt 2006 auktioner så var det en quizkväll med Filip och Fredrik som drog in mest pengar då den såldes för 130 100 kronor. En akvarell målad av Lars Lerin såldes via auktion för 102 100 kronor. Musikhjälpens mattält som stod på Stora torget i Uppsala och sålde mat till förmån för Musikhjälpen drog under veckan in 709 900 kronor.

### Musikhjälpen 2015 – "Ingen ska behöva fly undan klimatet"
Musikhjälpen sändes 2015 för första gången från Stora torget i Linköping mellan den 13 och 19 december. Temat för året var "Ingen ska behöva fly undan klimatet" med fokus på klimatrelaterade katastrofer som tvingat miljontals människor på flykt. Detta år var Kodjo Akolor, Gina Dirawi och Linnea Henriksson programledare för sändningarna. Samir Badran skulle ha varit "publikens ambassadör", men avsade sig uppdraget samma dag som sändningen startade till följd av en uppmärksammad bild på Instagram. Dagen efter offentliggjordes att hans ersättare blev Farah Erichsén och Oscar Zia. Clara Henry var årets resande reporter och rapporterade från Filippinerna.
Under veckan registrerades 268 000 engagemang och totalt samlades 31 105 000 kronor in vilket var nytt rekord. Den mest önskade artisten under veckan var återigen Håkan Hellström och den mest önskade låten blev "Hello" med Adele. En av de mest inkomstbringande auktionerna blev att bli intervjuad av Kristoffer Triumf i podcasten Värvet vilket såldes för 82 100 kronor. Bland Musikhjälpens tävlingsbössor så drog en tacokväll med Miriam Bryant in mest pengar; 103 025 kronor.

### Musikhjälpen 2016 – "Barn i krig har rätt att gå i skolan"

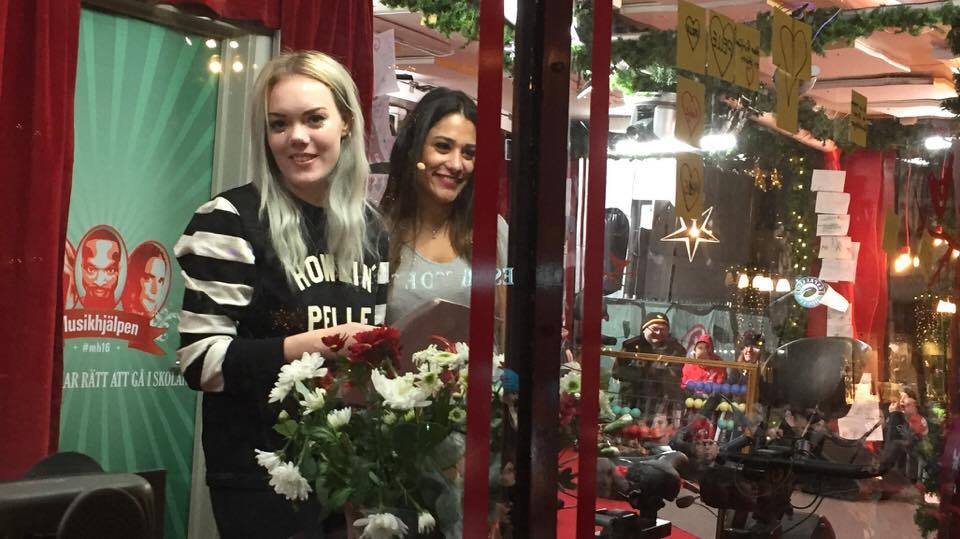
Programledare Josefine Jinder (Little Jinder) och folkets ambassadör Farah Erichsén i buren på Stortorget i Örebro under Musikhjälpen 2016.

År 2016 var Örebro för första gången värdstad för Musikhjälpen. Evenemanget ägde rum mellan den 12 och 18 december på Stortorget. Temat för året var "Barn i krig har rätt att gå i skolan" – fler barn i krig och konfliktområden ska kunna gå i en säker skola. Publikens ambassadörer var för andra året i rad Farah Erichsén och Oscar Zia. Årets resande reporter var Molly Nutley. De tre programledarna var Josefine Jinder, Kodjo Akolor och Pelle Almqvist.  
Under veckan registrerades 312 000 engagemang och totalt samlades 49 003 745 kronor in vilket var nytt rekord. Atlas Copco skänkte en miljon kronor som samlats in av företagets 1 900 anställda, en så stor summa har tidigare aldrig donerats i Musikhjälpen. Några dagar senare blev insamlingen "Med kärlek från Hofors" den i särklass största enskilda insamlingen i programmets historia då de fick ihop över 1,2 miljoner kronor. Den mest önskade artisten under veckan var Kent och deras låt "Utan dina andetag" blev den mest önskade låten.

### Musikhjälpen 2017 – "Barn är inte till salu"
Under den tionde säsongen åkte Musikhjälpens bur första gången till norra Sverige. På Rådhustorget i Umeå var årets tre programledare Farah Abadi, Kalle Zackari Wahlström och Molly Sandén instängda i buren från den 11 till den 17 december. Temat för året var "Barn är inte till salu" vilket gjorde 2017 till det första år då ett tidigare tema återanvändes i Musikhjälpen. Publikens ambassadörer var bloggaren och programledaren Hanna "HanaPee" Persson och äventyraren och idrottaren Aron Anderson. Resande reporter var Linnea Henriksson som reste till Filippinerna. 2017 slogs ett nytt rekord på 74 410 363 kr. Under veckan gjordes 586 000 engagemang, även det slog tidigare rekord. Den mest önskade låten var "Perfect" med Ed Sheeran och mest önskade artist var Kent.

### Musikhjälpen 2018 – "Alla har rätt att funka olika"

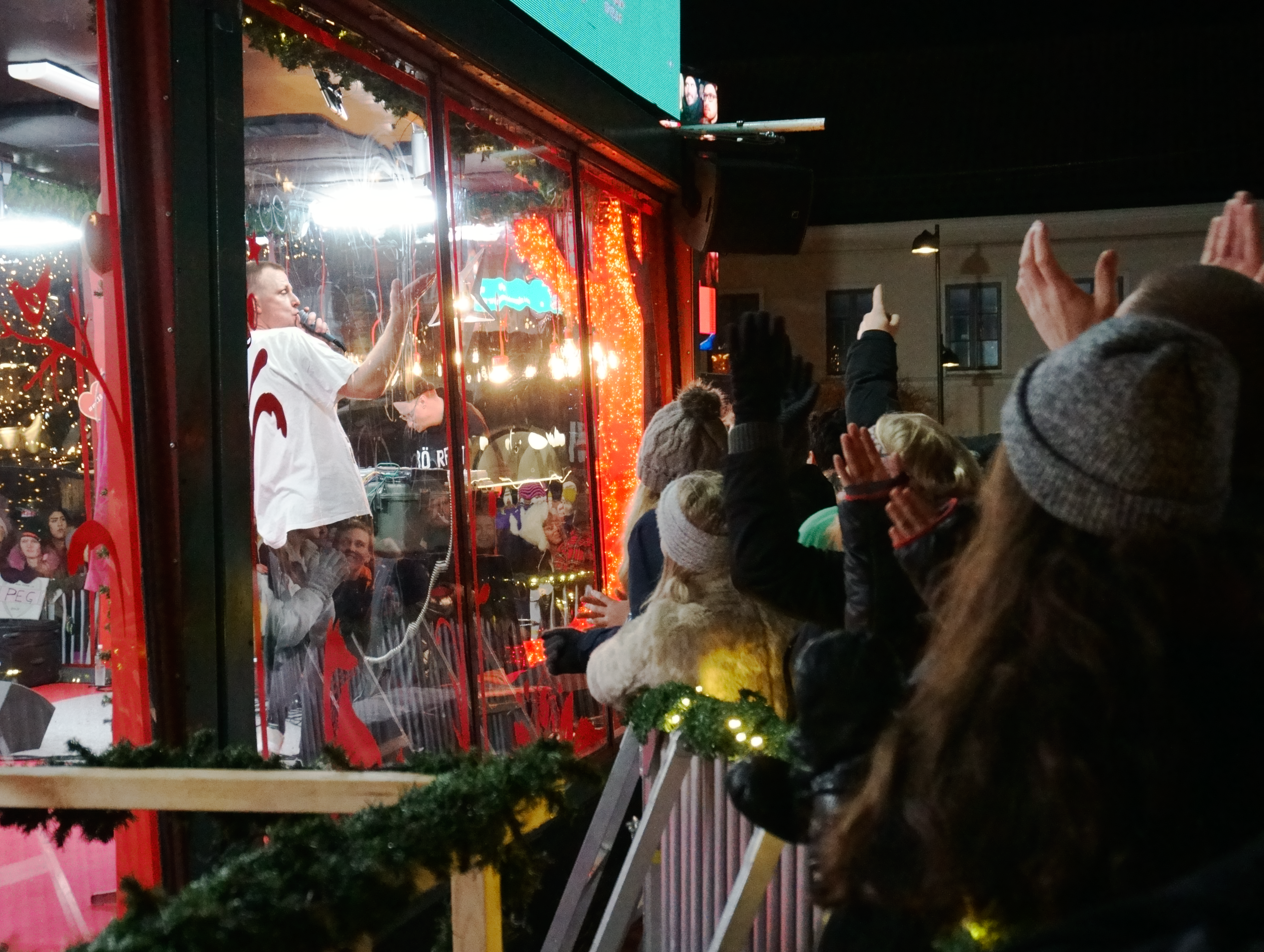
Familjen uppträder i buren på Stortorget.

Studentstaden Lund var värd för den elfte säsongen av Musikhjälpen. Programmet sändes mellan den 10 och 16 december på Stortorget i Lund och programledare för året var Daniel Adams-Ray, William Spetz och Farah Abadi. Alla tre hade varit delaktiga tidigare år som antingen programledare eller resande reporter. Temat var uppbyggt kring personer med funktionsnedsättningar som bor i fattiga länder. Årets resande reporter var Hanna Persson, som reste till Guatemala, och publikens ambassadörer var sångerskan Peg Parnevik och äventyraren och idrottaren Aron Anderson.
Under veckan registrerades 606 337 engagemang, vilket blev nytt rekord, och 50 550 204 kronor samlades in. Det var då näst mest pengar någonsin men också första gången i Musikhjälpens historia som programmet inte slog insamlingsrekord. Den mest önskade låten under veckan var "Shallow" med Lady Gaga och Bradley Cooper och den mest önskade artisten blev Queen.

### Musikhjälpen 2019 – "Sex är inte ett vapen"

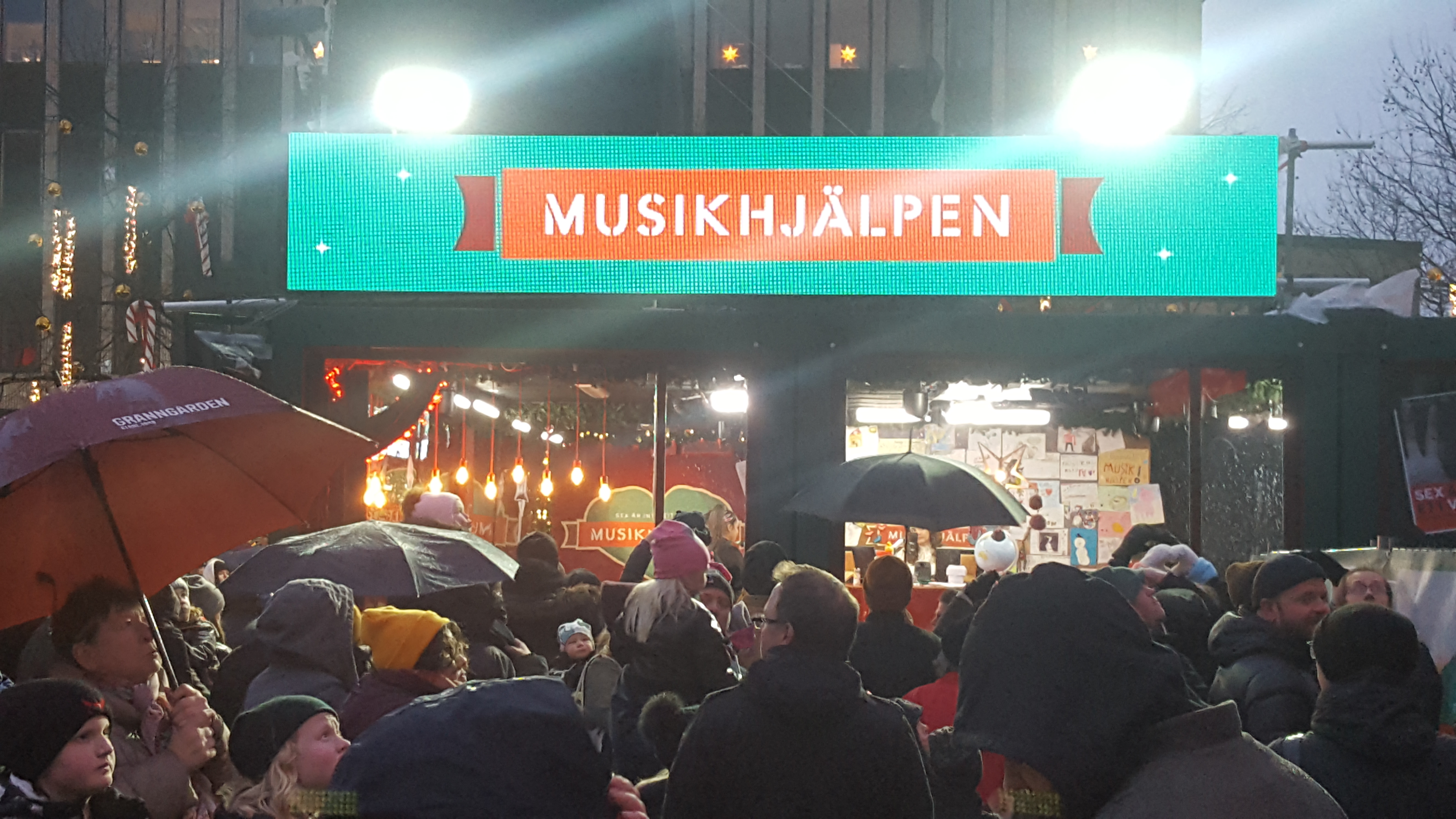
Buren i Västerås 2019.

Den 9–15 december 2019 genomfördes Musikhjälpen på Stora torget i Västerås. Det var första gången Musikhjälpen hölls i Västerås. Årets tema var "Sex är inte ett vapen", och de insamlade pengarna gick bland annat till fysisk och psykisk vård för överlevare av sexuellt våld samt till att stötta förebyggande arbete. Programledarna offentliggjordes den 11 november och var Farah Abadi, Miriam Bryant och Daniel Hallberg. Årets resande reporter var Janice Kavander som gjorde reportage och rapporterade från Uganda, där hon även har sina rötter. Publikens ambassadörer var återigen äventyraren och idrottaren  Aron Anderson och programledaren Arantxa Alvarez. Liksom tidigare år gjordes live-uppträdanden. Artister relaterade till värdstaden Västerås som deltog var Looptroop Rockers, Loreen, Ricky Rich och LBSB.  "Pontus med den blå jackan" har medverkat som publik i alla Musikhjälpen sedan premiären 2008. Hans digitala bössa samlade ihop totalt 705 550 kr. Den bössa som samlade in mest pengar under 2019 var "Maja Nilsson Lindelöfs goodiebag" som slutade på 1 435 932 kronor. 
Totalt samlades 50 572 139 kronor in, via totalt 642 309 engagemang. 4 538 digitala bössor startades. Mest önskade låt var "Lev nu dö sen" med Miss Li och mest önskade artist var Marie Fredriksson.

### Musikhjälpen 2020 – "Ingen människa ska lämnas utan vård"

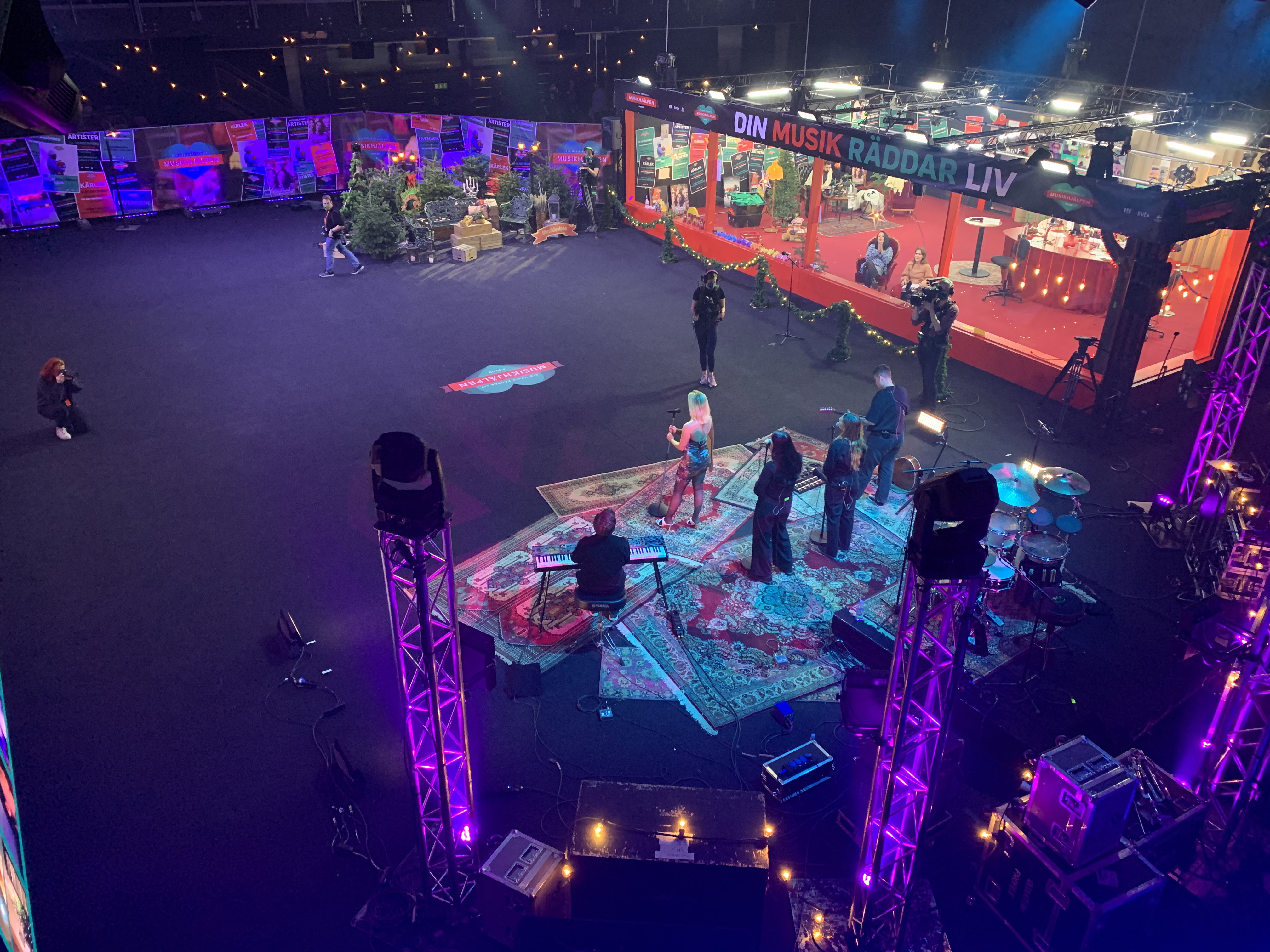
Musikhjälpen 2020 i Globen ”Annexet”.

Musikhjälpen 2020 genomfördes den 14–20 december 2020. Programledare var Farah Abadi, Brita Zackari och Felix Sandman. Årets tema var "Ingen människa ska lämnas utan vård". Johannes Cakar var publikens ambassadör på plats vid glasburen. Inledningsvis meddelade produktionen att glasburen skulle stå på Gamla torget i Norrköping, men till följd av den då pågående coronaviruspandemin och de myndighetsrestriktioner som under den delen av pandemin förbjöd stora publika sammankomster tvingades produktionen ställa om. Det innebar att sändningarna flyttades från torget till stora produktionslokaler i Globens Annexet i Stockholm. Publiken kunde istället vända sig till SVT:s plattform Duo, där man kunde koppla upp sig och medverka digitalt via video. ”Kärlekens torg” fylldes därför istället med människor på en stor skärm. Medverkande artister var i flera fall aldrig inne i buren utan framförde sina låtar på en spelplats strax utanför buren samt pratade med programledarna genom en mikrofon placerad ute vid spelplatsen.

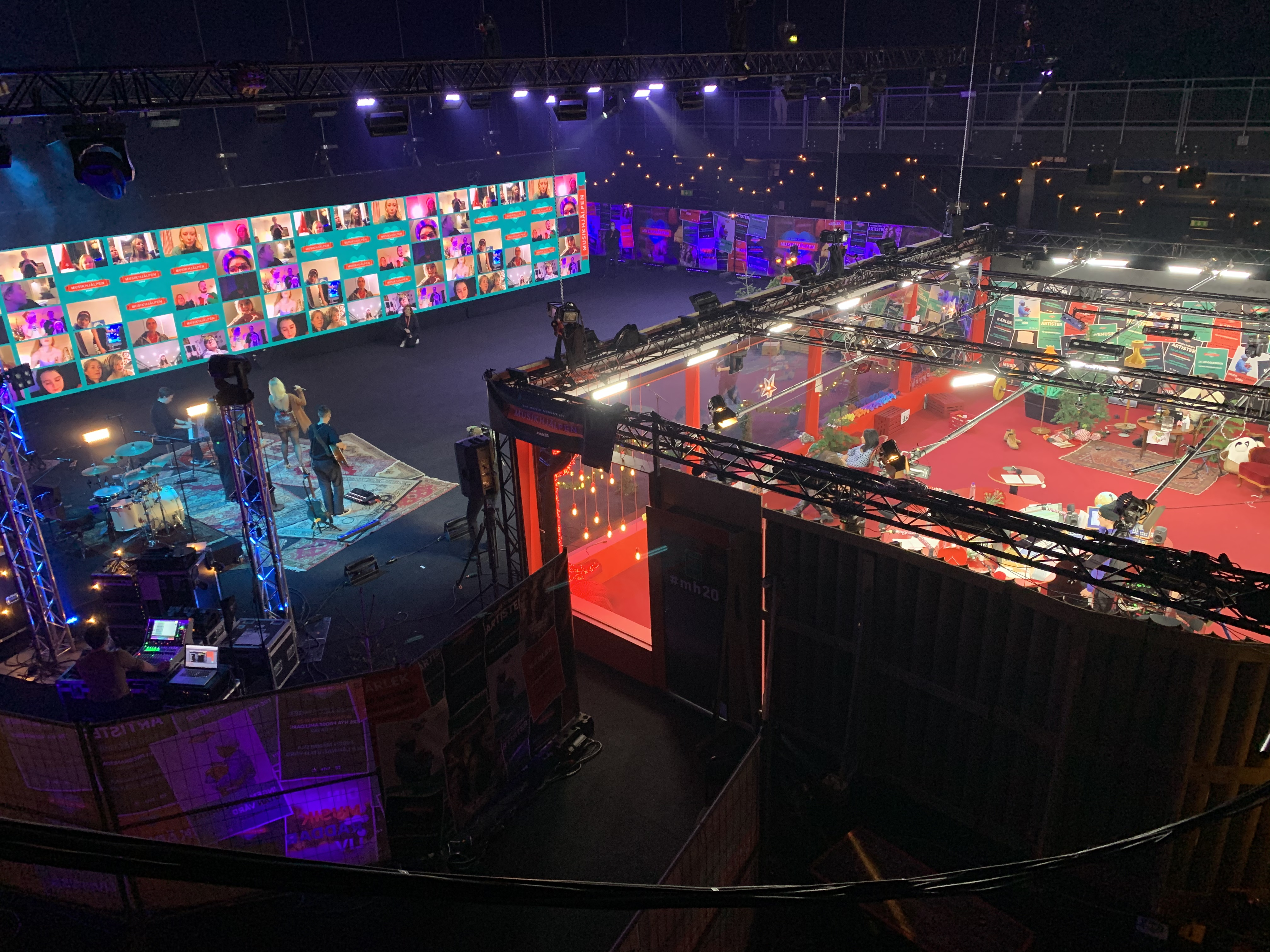
Musikhjälpen i studio 2020.

Som en ytterligare följd av coronapandemin genomfördes ingen utlandsresa med resande reporter. Istället var Linnea Henriksson och Hanna Persson temareportrar som genom digitala inspelade möten med personer de tidigare år träffat på sina resor kunde återberätta starka verklighetsskildringar de upplevt.
Totalt samlades 48 071 000 kronor in via totalt 791 754 engagemang. 3 943 digitala insamlingsbössor startades. Mest önskade låt under veckan var ”Du måste finnas” med Newkid, som även var mest önskade artist.

### Musikhjälpen 2021 – "För en värld utan barnarbete"
Musikhjälpen 2021 ägde rum mellan den 13 och 19 december 2021 på Gamla torget i Norrköping med trion Brita Zackari, Oscar Zia och Anis Don Demina som programledare. Två dagar in i sändningarna blev däremot Oscar Zia tvungen att avbryta sin medverkan på grund av sjukdom, och en dag senare kom beskedet att även Anis Don Demina också lämnade projektet av samma skäl som Zia. De ersattes av de tidigare Musikhjälpen-programledarna Kodjo Akolor och Linnea Henriksson. Temat för insamlingen var "För en värld utan barnarbete".
Med anledning av den rådande coronapandemin var publikantalet på torget till viss del begränsat och besökarna uppmanades att hålla avstånd mellan varandra. Musikgäster och andra deltagare förekom däremot som vanligt i glasburen.
Totalt samlades 54 306 748 kronor in via sammanlagt 897 100 engagemang. Den mest önskade låten var "Pobre Diablo" av Julio Iglesias som även var den mest önskade artisten. Detta var en konsekvens av en kampanj av Morgonpassets programledare David Druid.

### Musikhjälpen 2022 – "För en tryggare barndom på flykt från krig"
Musikhjälpen 2022 ägde rum vid Kungstorget i Göteborg mellan den 12 och 18 december 2022. Det var första gången på nio år som Göteborg var värd för evenemanget, efter att ha haft det tre tidigare gånger (2009, 2011 och 2013). Temat för 2022 års insamling var "För en tryggare barndom på flykt från krig". Programledare för evenemanget var trion Klas Eriksson, Tina Mehrafzoon och Oscar Zia. Resande reporter var Parisa Amiri.
Totalt samlades 54 517 949 kronor in via sammanlagt 949 926 engagemang. Den mest önskade låten var "Baraye" framförd av Shervin Hajipour, en låt som blivit något av ett ledmotiv för protesterna i Iran. Mest önskade artist var Hooja.

### Musikhjälpen 2023 – "Ingen ska behöva dö av hunger"
Musikhjälpen 2023 ägde rum mellan den 11 och 17 december 2023 på Stortorget i Växjö. Temat för årets insamling var "Ingen ska behöva dö av hunger". Årets programledare var Sofia Dalén, Linnéa Wikblad och Oscar Zia. Resande reporter var Tina Mehrafzoon, medan Assia Dahir var reporter på torget utanför buren.
I oktober framkom att Filip Dikmen skulle ha varit en av årets programledare men att han förlorat uppdraget efter att ha postat videor om kriget mellan Israel och Hamas. Sveriges Radio ansåg att han hade tagit ställning i frågan medan Dikmen själv menade att han inte tagit ställning. Sveriges Radios beslut väckte uppmärksamhet och de fick motta hot.
Under lördagen tvingades programledaren Linnéa Wikblad pausa sin medverkan temporärt då hon tappat rösten. På söndagen återupptog hon sitt medverkande.
Totalt samlades 59 510 761 kronor in genom 1 036 921 engagemang. Summan var då den nästa största i Musikhjälpens historia, men har senare kommit att överträffas. Den mest önskade artisten var återigen Hooja och mest önskade låt var ”Hey Ho” med Freddy Kalas.

### Musikhjälpen 2024 – "Alla har rätt att överleva sin graviditet"
Musikhjälpen 2024 ägde rum mellan den 9 och den 15 december 2024 på Stora torget i Sundsvall. Temat för året var "Alla har rätt att överleva sin graviditet", ett tema som även användes i 2013 års upplaga av Musikhjälpen. Linnéa Wikblad, Assia Dahir och Emil Hansius var årets programledare. Resande reporter var Amie Bramme Sey, medan årets torgreporter är Behrouz Badreh.
Totalt samlades 60 070 658 kronor in genom sammanlagt 1 046 677 engagemang. Det är den näst högsta summan i Musikhjälpens historia och rekord i antalet engagemang. Den mest önskade låten var ishockeylaget HV71:s laglåt "Håå Vee". Laget var även den mest önskade artisten. Det kom sig av att ishockeysupportrar till bland annat Leksands IF, Luleå HF och Färjestad BK började engagera sig och önska sitt lags låt och en konkurrenssituation uppstod lagen emellan. Näst mest önskade artist var Taylor Swift. Bössan som drog in mest pengar var 3-årige Zekes "dinosauriebössa", som valdes ut av programledartrion som den bössa de skulle försöka få att nå ett miljonbelopp; den samlade sammanlagt in 2,5 miljoner kronor. Det är den högsta summan som en privat insamlingsbössa har nått i Musikhjälpens historia.